# Alpine Rettung Schweiz
Die Alpine Rettung Schweiz (ARS), frz. Secours Alpin Suisse, ital. Soccorso Alpino Svizzero, rätorom. Salvament alpin Svizzer ist ein Bergrettungsdienst und für Bergnotfälle in den Schweizer Bergen (ausser im Kanton Wallis) zuständig.
Die Notrufnummer der Alpinen Rettung Schweiz ist der Euronotruf 112, innerhalb der Schweiz auch die Alarmnummer 1414 der Rega. Mit SIM-Karte eines nicht-schweizerischen Netzbetreibers: +41 333 333 333.
Die Organisation umfasst rund 3000 Bergretter in 92 Rettungsstationen. Nicht nur Ärzte und neben- und hauptberufliche Bergführer sind für die ARS tätig, sondern auch erfahrene Hobby-Alpinisten. Regelmässig wird die Bergung, der Transport und die Versorgung von Patienten geübt.

## Gründung
Die ARS wurde im Jahr 2005 von der Schweizerischen Rettungsflugwacht (Rega) und dem Schweizer Alpen-Club (SAC) gegründet.

## Funktionen
Die Retter der ARS üben folgende Funktionen aus:
- Retter: Je nach Ausbildungsstand, Funktionen und Zuständigkeiten unterteilt in Retter I, II und III.
  - Retter I: Keine besondere Voraussetzungen für die Mitarbeit. Besitzt gute Ortskenntnisse im Gebiet der Rettungsstation, fühlt sich auch abseits der befestigten Wege wohl. Hauptsächlich unterstützende Funktion. Keine Aus- und Weiterbildungpflicht.
  - Retter II: Wird in technischer und medizinischer Hinsicht ausgebildet. Bedient, unter Anleitung, das technische Material mühelos.
  - Retter III: Besitzt schon deutliche Erfahrung (etwa als Bergführer, SAC-Tourenleiter oder Gebirgsspezialist der Armee). Wird in einem Winter- und Sommer-Rettungskurs ausgebildet. Beherrscht das technische Material selbstständig, führt andere ARS-Retter bei Einsätzen, und bildet andere Retter aus.
- Fachspezialist Helikopter: Unterstützt die Rettungskräfte in schwer zugänglichen Gebieten. Beurteilt und sichert alpine Gefahren für Rega-Besatzungen. Im Flachland unterstützen diese Fachspezialisten die Feuerwehr und die Rega bei komplizierten Bergungen.
- Fachspezialist Hund: Einsatz von Suchhunden, entweder bei Lawinen-Unglücken beziehungsweise bei der Suche nach Vermissten im unwegsamen Gelände.
- Fachspezialist Canyoning
- Fachspezialist Medizin: Medizinische Betreuung der Patienten; Ausbildung als Arzt oder Rettungssanitäter wird vorausgesetzt.

## Organisation
ARS ist eine Stiftung des Schweizer Alpen-Clubs (SAC) und der Schweizerischen Rettungsflugwacht (Rega). Mit der Spéléo Secours, der Rettungsorganisation der Schweizer Höhlenforscher, besteht eine Zusammenarbeit.
Die ARS teilt die Schweiz in 7 Regionalvereine:
- Alpine Rettung Ostschweiz ARO – St. Gallen, Appenzellerland, Thurgau, Schaffhausen, Zürich und die östlichen Teile des Aargaus, sowie das Fürstentum Liechtenstein
- Alpine Rettung Graubünden ARG – Kanton Graubünden
- Alpine Rettung Glarnerland ARGL – Glarus
- Alpine Rettung Zentralschweiz ARZ – Zentralschweiz
- Alpine Rettung Bern ARBE[4] – Berner Oberland/Berner Alpen und Jura, deutschsprachiger Teil
- Alpine Rettung Westschweiz SARO – Freiburger Alpen und Genfersee-Gebiet und Jura, französischer Teil
- Alpine Rettung Tessin SATI – Tessin

Nicht zur ARS gehört das Gebiet des Kantons Wallis; dort ist für alle Rettungseinsätze die kantonale Walliser Rettungsorganisation KWRO verantwortlich (Notruf: 144).

## Weblink
- Offizielle Website von Alpine Rettung Schweiz